# سندرم کوبوئید
نشانگان کوبوئید یا فرو رفتگی کوبوئید وضعیتی را توصیف می‌کند که در اثر آسیب دیدگی مفصل کالکانوکووبوئید و رباط‌های مجاور استخوان مکعبی به‌وجود می‌آید، این استخوان یکی از استخوان‌های کف پای انسان می‌باشد. سندرم کوبوئید باعث درد در سمت جانبی پا شده و فرد اغلب در اطراف وسط پا و نواحی انگشت کوچک پا احساس درد می‌نماید
سندرم کوبوئید، که نسبتاً شایع است اما به خوبی تعریف و شناخته نشده‌است، با بسیاری از نام‌های دیگر شناخته شده‌است، از جمله نوریت کف پا، سندرم گسل کووبوئید، سندرم کوبوئید پرونئال، کوبوئید افتاده، مکعب قفل شده و کوبوئیدساب لاکس.

## علائم و نشانه‌ها
یک بیمار مبتلا به نشانگان کوبوئید معمولاً به دنبال مشاوره و توجه پزشکی است و از درد، ناراحتی یا ضعف در کنار جنبه جانبی پا بین متاتارس چهارم و پنجم و مفصل کالکانوکوبوئید شکایت دارد. درد ممکن است در سراسر پا منتشر شود. ممکن است حساسیت روی تاندون عضله پرونئوس لونگوس ایجاد شده و راه رفتن آنتالژیک مشاهده شود. درد ممکن است هنگامی که فرد ایستاده وزن خود را بروی روی قوس پا قرار می‌دهد بیشتر واضح باشد. همچنین، درد ممکن است ناگهانی بروز کند یا ممکن است به تدریج ایجاد شود و با گذشت زمان ادامه یابد. گاهی اوقات درد متناوب است.

## علل[۱]
بیمار ممکن است بخاطر یک واقعه آسیب زا (مثلاً پیچ خوردگی مچ پا) یا موذیانه با کشیدگی تکراری با گذشت زمان، دچار سندرم کوبوئید شود و به همین دلیل بیشتر در ورزشکاران رخ می‌دهد و به ویژه در افرادی که فعالیت‌هایشان از پریدن یا دویدن فشار زیادی به پاهای آنها وارد می‌شود (مانند رقصندگان باله و دونده‌ها) و کسانی که در طی مانور عرضی فشار بیشتری به پاهای خود وارد می‌کنند (مانند بازیکنان تنیس و بسکتبال). سندرم کوبوئید ممکن است ادامه یابد حتی اگر بیمار در فیزیوتراپی منظم شرکت کند .. سندرم کوبوئید ممکن است در افراد مبتلا به خمیدگی پا نیز رخ دهد.

### عوال خطرساز
عوامل خطر مشکوک برای سندرم کوبوئید شامل چاقی، کفش مناسب نبودن، ورزش بدنی، فعالیت بدنی ناکافی، تمرین بدنی روی سطوح ناهموار و پیچ خوردگی مچ پا است.

## درمان[۲]
شلاق کوبوئید
1. پزشک از شما می‌خواهد روی شکم صاف دراز بکشید.
2. آنها جلوی یا پشت خود را از پای شما گرفته و انگشتان شست خود را در پایین پا نزدیک پاشنه شما قرار می‌دهند.
3. آنها زانوی شما را کمی خم کرده و پای شما را به سمت بالا به سمت شما حرکت می‌دهند. ممکن است در این مرحله پزشک از شما بخواهد پای خود را شل کنید.
4. آنها سپس پای شما را به سمت پایین «شلاق» می‌زنند و با انگشت شست روی پای شما فشار می‌آورند تا مفصل را دوباره سر جای خود قرار دهند.

فشار مکعبی
1. پزشک شما انگشت شست خود را در زیر پای شما در نزدیکی محل قرارگیری استخوان مکعبی قرار می‌دهد (در وسط قوس شما).
2. آنها انگشتان شما را می‌گیرند و آنها را به سمت پایین پای شما فشار می‌دهند.
3. آنها سپس در حالی که انگشتان پا را به سمت پایین فشار می‌دهند، به مدت ۳ ثانیه به محلی که استخوان مکعبی شماست فشار می‌آورند.
4. سرانجام، آنها این روند را چندین بار تکرار می‌کنند تا زمانی که حرکت کامل به عقب در پایتان داشته باشید.

نوار کوبوئید نوعی روش درمانی دیگر برای سندرم کوبوئید است. برای انجام این کار، پزشک شما نوار پزشکی را در پایین پای شما نزدیک استخوان مکعبی قرار می‌دهد و آن را دور بالای پای خود تا مچ پا در طرف دیگر پای شما می‌پیچد.